# الفيضة (المدينة المنورة)
الفيضة، قرية من قرى محافظة المهد، والتابعة لمنطقة المدينة المنورة في السعودية. تقع في جنوب شرق المدينة المنورة، وتبعد عنها بمسافة تقارب ( ) كيلو متر، وعن مهد الذهب بمسافة تقارب ( ) كيلو متر.

## نبذة
الفيضه هي قريه من قرى السلاهبه من ذوي عون من قبيله مطير